# Yor Milano
Yor Milano, all'anagrafe Yor Pasquali (Delémont, 14 maggio 1938), è un attore, conduttore televisivo, conduttore radiofonico e direttore artistico svizzero, nonché protagonista di commedie teatrali in italiano, dialetto ticinese, tedesco e in francese, quattro delle cinque lingue da lui parlate.
Ha anche inciso qualche disco con la denominazione Jor Milano

## Biografia
Nato nella Svizzera romanda, a Delémont, il padre era nativo di Sissa, nella Bassa parmense. Yor Milano debutta nei primi anni sessanta, esordendo come batterista in una piccola orchestra svizzera, la Luc Hoffmann. Nel 1966 crea alla radio la prima trasmissione musicale, Radiomattina e viene notato da Gianni Boncompagni, nel frattempo approdato alla RSI, che, poco dopo, lo porta in RAI, dove diviene presentatore della trasmissione Chiamate Roma 31 31 e anche in Il microfono in tasca, una sorta di candid camera radiofonica. Nel 1971 incide due canzoni scritte da Alberto Testa, intitolate Il bagno e Caffellatte. 
Nel 1977 partecipa al varietà RAI Non stop. Successivamente riapproda alla televisione svizzera italiana, dove conduce programmi televisivi, tra cui la Tombola televisiva, Mi ritorni in mente, Sergio Colmes indaga e la prima soap-opera svizzera Luethi e Blanc e nel 1993 lo sceneggiato La roda la gira con Paolo Ferrari, Manuel De Peppe diretta da Vittorio Barino. Dall'autunno 1988 fino alla primavera 1992 è inoltre stato l'animatore della domenica pomeriggio sulla stessa Tsi, presentando il popolare gioco a premi Superflip.
Yor Milano si è più volte esibito in interpretazioni teatrali, in quella fascia fra Piemonte e Lombardia dove il dialetto è simile a quello ticinese. È stato compagno di lavoro di Ernesto Calindri, Enrico Beruschi, il collega Diego Gaffuri, Mariuccia Medici, Sergio Filippini, e Sandra Zanchi.
Nel 1999 insieme a Mascia Cantoni e Mariuccia Medici fonda il TEPSI, il teatro popolare della svizzera italiana, e ne contribuisce al successo ideando e recitando in diverse commedie. Nel 2000, a Vercelli, gli è stato consegnato dall'Associazione culturale Lo spazio scenico il Premio Famiola per dimostrargli la simpatia di cui gode anche in Italia. Nel 2013 debutta al cinema, interpretando il ruolo del dottor Nascimbeni nel film Il pretore, diretto da Giulio Base, in uscita nelle sale italiane nel 2014.

## Carriera

### Cinema
- Il pretore, regia di Giulio Base (2014)

### Serie tv
- Gute Abig, Signor Steiger (1972)
- Der Chinese (1979)
- Il ritorno di Arsenio Lupin (1989)
- Boxershorts (1997) - ruolo: Filippo
- Luthi e Blanc (1999) - ruolo: Franco Moretti
- Casa Flora (2017) - ruolo: Gigi Castagnola[2]

### Teatro
- Rioniun de condominio, 2002
- Ol ristorant San Sisto, 2002-2003
- Un basin ai sett da matina, 2003
- Bonasira sciur sindigh (Buonasera signor sindaco), 2006
- A düü pass da l'eternità, 2006
- Quel tramviere chiamato desiderio, 2006.
- Dò tosann e tré valiis, 2013